# Aelia Flaccilla

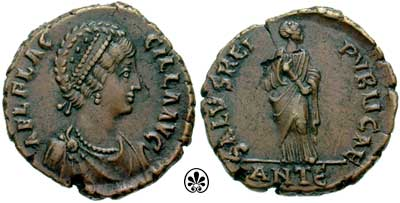
Aelia Flaccilla

Aelia Flavia Flaccilla (gestorven 385) was de eerste vrouw van de Romeinse keizer Theodosius I. Ze was van Hispaans-Romeinse afkomst. Tijdens haar huwelijk met Theodosius beviel ze van twee zonen - de latere keizers Arcadius en Honorius - en een dochter, Aelia Pulcheria. Ze kreeg de titel van Augusta, zoals haar munt laat zien.